# Unité urbaine de Pouilley-les-Vignes
L'unité urbaine de Pouilley-les-Vignes est une unité urbaine française centrée sur les villes de Champagney, Champvans-les-Moulins, Franois, Pouilley-les-Vignes et Serre-les-Sapins, dans le département du Doubs, en Franche-Comté.

## Données globales
En 2020, selon l'Insee, l'unité urbaine de Pouilley-les-Vignes est composée de cinq communes, toutes situées dans le département du Doubs, plus précisément dans l'arrondissement de Besançon.
En 2022, avec 6 921 habitants, elle constitue la cinquième agglomération la plus peuplée du département du Doubs, devancée par Besançon, Montbéliard, Pontarlier et Morteau.
L'unité urbaine de Pouilley-les-Vignes est incluse dans la couronne périurbaine de l'aire d'attraction de Besançon.

## Délimitation de l'unité urbaine de 2020
L'Insee a procédé à une révision de la délimitation de l'unité urbaine de Pouilley-les-Vignes en 2010 qui est ainsi composée de cinq communes urbaines.
Liste des communes appartenant à l'unité urbaine de Pouilley-les-Vignes selon la nouvelle délimitation de 2020 et population municipale de 2020 (liste établie par ordre alphabétique)
| Nom                                | Code Insee | Département | Statut       | Superficie (km2) | Population (dernière pop. légale) | Densité (hab./km2) | Modifier                                    |
| ---------------------------------- | ---------- | ----------- | ------------ | ---------------- | --------------------------------- | ------------------ | ------------------------------------------- |
| Pouilley-les-Vignes (ville-centre) | 25467      | Doubs       | ville-centre | 9,34             | 2 162 (2022)                      | 231                | modifier les données · modifier les données |
| Champagney                         | 25115      | Doubs       | banlieue     | 3,01             | 271 (2022)                        | 90                 | modifier les données · modifier les données |
| Champvans-les-Moulins              | 25119      | Doubs       | banlieue     | 2,52             | 317 (2022)                        | 126                | modifier les données · modifier les données |
| Franois                            | 25258      | Doubs       | ville-centre | 7,29             | 2 250 (2022)                      | 309                | modifier les données · modifier les données |
| Serre-les-Sapins                   | 25542      | Doubs       | ville-centre | 5,24             | 1 921 (2022)                      | 367                | modifier les données · modifier les données |

## Évolution démographique
L'unité urbaine de Pouilley-les-Vignes se caractérise par une croissance démographique constante depuis 1968.
| 1968  | 1975  | 1982  | 1990  | 1999  | 2010  | 2015  | 2022  |
| ----- | ----- | ----- | ----- | ----- | ----- | ----- | ----- |
| 2 222 | 3 199 | 3 957 | 4 981 | 5 412 | 5 906 | 6 408 | 6 921 |

Histogramme

(élaboration graphique par Wikipédia)